# أبو جبيهة (مدينة)
أبو جبيهة مدينة بولاية جنوب كردفان في السودان وتبعد عن الخرطوم عاصمة السودان بمسافة 481 كيلو متر (298.8 ميل) تقع على ارتفاع 679 متر (2,228 قدم) فوق سطح البحر في منطقة غنية بمواردها الطبيعية والزراعية. تعدّ من المدن المهمة الواقعة على حزام الصمغ العربي الذي يستأثر السودان بمعظم إنتاجه العالمي.

## التسمية
أخذت المدينة اسمها من اسم الجبل أبوجبيهة الذي تقع في سفوحه الشمالية والذي سُمي بهذا الاسم لنتوء صخوره التي شبهها السكان المحليين بالجبين أو جبهة الوجه. فيقولون الجبل أبو جبيهي، أو أبو جبيهة، ولفظ الجبيهة لغة هو تصغير للجبهة.

## الموقع
تقع مدينة أبو جبيهة في جنوب شرق ولاية جنوب كردفان بين خط طول 31 درجة و23 دقيقة شمال وخط عرض 11 درجة و46دقيقة شرقاً. ويحدها من الجنوب محلية كلوقي ومن الشمال محلية رشاد ومن ناحية الغرب محلية كادوقلي. ومن ناحية الشرق محلية السلام مدينة الترتر ومن ناحية الجنوب الشرقي محافظة مانج في جمهورية جنوب السودان.

## الطوبغرافيا
تقع أبوجبيهة في سهل أشبه بشبه جزيرة بين وادي البطحاء الذي يقع في غربها وجنوبها ووادي الضكير الذي يحيط بها من جهة الشمال الشرقي والشرق ليلتقي مع وادي البطحاء في الجنوب، وهناك أدوية موسمية أخرى تجرى بالقرب منها والتي تفيض بالمياه في المواسم المطيرة، ومنها وادي عبيد الواقع على بعد 9 كيلو متر من المدينة 
وخور ام عليق ويبعد بحوالي 52 كيلومتر وخور ود المليسح على مسافة 40 كيلومتر. وأما التلال القريبة من المدينة أهمها هو جبل طروم وجبل تملوك الواقعين على بعد 27 كيلومتر 33 كيلو متر على التوالي.
ونظرا لوقوع بو جبيهة في منطقة السافانا الغنية فإنها تزحر بنباتات غابية تسود غطائها النباتي كأشجار الهشاب والجميز إلى جانب اشجار العرديب والصمغ العربي ومن أبرز غاباتها غابة أبو قريض.
ونظرا لوقوع بو جبيهة في منطقة السافانا الغنية فإنها تزحر بنباتات غابية تسود غطائها النباتي كأشجار الهشاب والجميز إلى جانب اشجار العرديب والصمغ العربي ومن أبرز غاباتها غابة أبو قريض.

## المناخ
| مخطط المناخ لأبو جبيهة | مخطط المناخ لأبو جبيهة | مخطط المناخ لأبو جبيهة | مخطط المناخ لأبو جبيهة | مخطط المناخ لأبو جبيهة | مخطط المناخ لأبو جبيهة | مخطط المناخ لأبو جبيهة | مخطط المناخ لأبو جبيهة | مخطط المناخ لأبو جبيهة | مخطط المناخ لأبو جبيهة | مخطط المناخ لأبو جبيهة | مخطط المناخ لأبو جبيهة |
| --- | ---------------------- | ---------------------- | ---------------------- | ---------------------- | ---------------------- | ---------------------- | ---------------------- | ---------------------- | ---------------------- | ---------------------- | ---------------------- |
| 01 | 02                     | 03                     | 04                     | 05                     | 06                     | 07                     | 08                     | 09                     | 10                     | 11                     | 12                     |
| 0 12 23 | 0 11 26                | 0 14 28                | 0 15 30                | 1 14 28                | 4 13 27                | 5 12 25                | 7 11 25                | 12 25                  | 11 13 26               | 7 13 26                | 0 12 25                |
| متوسط درجة-الحرارة °س مجاميع الهطل مم |                        |                        |                        |                        |                        |                        |                        |                        |                        |                        |                        |
| بالوحدات الإنكليزية \| 01 \| 02 \| 03 \| 04 \| 05 \| 06 \| 07 \| 08 \| 09 \| 10 \| 11 \| 12 \| \| 0 54 73 \| 0 52 79 \| 0 57 82 \| 0 59 86 \| 0 57 82 \| 0.2 55 81 \| 0.2 54 77 \| 0.3 52 77 \| 0.5 54 77 \| 0.4 55 79 \| 0.3 55 79 \| 0 54 77 \| \| متوسط درجة-الحرارة °ف مجاميع الهطول ″ \| \| \| \| \| \| \| \| \| \| \| \| |                        |                        |                        |                        |                        |                        |                        |                        |                        |                        |                        |
| 01 | 02                     | 03                     | 04                     | 05                     | 06                     | 07                     | 08                     | 09                     | 10                     | 11                     | 12                     |
| 0 54 73 | 0 52 79                | 0 57 82                | 0 59 86                | 0 57 82                | 0.2 55 81              | 0.2 54 77              | 0.3 52 77              | 0.5 54 77              | 0.4 55 79              | 0.3 55 79              | 0 54 77                |
| متوسط درجة-الحرارة °ف مجاميع الهطول ″ |                        |                        |                        |                        |                        |                        |                        |                        |                        |                        |                        |

## السكان
يبلغ عدد سكان المدينة حوالي 21,790 نسمة يمثلون مختلف الأثنيات والقبائل السودانية منها كنانة وأولاد حميد والحوازمة والكواهلة والفلاتة وغيرهم.

## النشاط الاقتصادي
يتنوع نشاط المدينة من زراعة ورعي إلى صناعة خفيفة وتجارة تجزئة.
تشكل الزراعة والرعي أهم الأنشطة الاقتصادية التي يمارسها السكان. يتركز القطاع الزراعي على إنتاج محاصيل الزراعة التقليدية المعتمدة على الأمطار والتي تعرف محلياً بـ «زراعة الحريق» حيث يتم حرق الأعشاب والحشائش لإعدا الأرض البور، والزراعة الآلية التي تستخدم الآلة في معظم مراحل العملية الإنتاجية وتعتمد هي أيضاً على الإمطار.
أهم المحاصيل هي: الفاكهة وفي مقدمتها المانجو التي تشتهر بها المدينة على نطاق السودان، والصمغ العربي حيث تعدّ المدينة واحدة من أكبر مناطق إنتاجه في السودان، والسمسم والذرة والفول السوداني والخضروات كاللوبيا.
أما الرعي فيمارسه الرحل من سكان المنطقة مستفيدين من توفر المراعي، ويقومون بتربية الأبقار والماعز والأغنام.
ويشمل النشاط الاقتصادي تجارة التجزئة والجملة والتي تعتمد عليها القرى والبوادي في الحصول على حاجتها من المواد الإستهلاكية.
ويوجد في أبوجبيهة قطاع صناعي صغير ناشيء يقوم على الصناعات الغذائية الخفيفة المعتمدة على الإنتاج الزراعي والحيواني المحلي وتتمثل في مصنع للزيوت، وآخر للجبن ومصنع ثالث لإنتاج الثلج، إلى جانب معاصر تقليدية لزيوت ومطاحن للدقيق وآلات الحباكة.

## الخدمات المصرفية
- البنك الزراعي السوداني
- بنك النيل
- بنك النيلين للتنمية الصناعية

## التعليم
ينتشر التعليم التقليدي الديني الابتدائي في المدينة منذ وقت بعيد ممثلاً في الخلاوي والزوايا وابرزها خلوة الشيخ الأمير أب شملة، والشيخ هاشم عبد الجبار، والشيخ كامل الجيلاني، والشيخ دربو، وزاوية الطريقة الصوفية التيجانية. وأما التعليم النظامي فتمثله مدارس مرحلة الأساس ومن أبرز مدارسها المدرسة الجنوبية للبنين، والمدرسة الشمالية للبنين، مدرسة ابوبكر الصديق الأساسية للبنين والمدارس الثانوية للبنين والبنات إلى جانب المدارس الخاصة.
التعليم العالي فيمثله معهد أبوجبيهة للتأهيل التربوي، وهو معهد متخصص في تدريب المعلمين والمعلمات وتأهيلهم وإعداد المناهج المدرسية والخطط التربوية.
بالإضافة الي جامعة شرق كردفان، كليات الطب والعلوم الصحية والتمريض وكلية الهندسة (المدنية، الميكانيكية، الكهربائية، هندسة الحاسوب) وكلية الاقتصاد (المحاسبة والتمويل والعلوم الإدارية)

## الخدمات الصحية
يوجد في أبوجبيهه مستشفي واحد يسع لحوالي 70 سرير وبه غرفة عمليات صغيرة إلى جانب مستوصف ومركز لرعاية الطفولة والأمومة وثلاث عيادات خارجية لبعض الأطباء وعدد من الصيدليات بما فيها صيدليات بيطرية.

## الرياضة
أبرز أنواع الرياضة التي تمارس في المدينة هي المصارعة الحرة حيث تجرى مسابقات دورية بين المجموعات المختلفة التي تقطن المدينة، إلى جانب كرة القدم. وهناك عدة فرق رياضية على مختلف درجات الدوري المحلي ومنها: النضال، التضامن، السهم، السلام، النجم الساحلى، القادسية، الهلال، البستان، الشعلة، الوحدة، الأمل، نجوم القلعة، الشرطة،

## الأحياء السكنية
- حي السوق
- حي المصالح
- حي المحلج
- حي العشر
- البوستة
- الكوز
- الدبيبة
- القمارة
- حي الستيبة
- الجزارين
- أم خماشة
- حي الشيخ الأمير
- حي المربعات
- حي المدارس
- حلة جبل العمدة
- القلعة شمال
- القلعة جنوب
- الشهداء
- أم عداره
- الفردوس
- الصحافة
- الوحدة
- القردود
- حي امكدادة
- حي جبرونة
- حي دبيبة جمعة
- حي العمدة بابكر
- حي ام معوان

## وصلات خارجية
- منتدى مدينة ابوجبيهة